# 宁西军
宁西军，南宋时设置的行政区划——军。
咸淳二年（1266年）以广安军改名，治所在渠江县（今四川省广安市）。属潼川府路。辖境约当今四川省广安、华蓥市及岳池县地。元朝至元十五年（1278年）废。 